# Tarrafas
Tarrafas là một đô thị thuộc bang Ceará, Brasil. Đô thị này có diện tích 454,39 km², dân số năm 2007 là 8397 người, mật độ 18,48 người/km².